# Grock d'or
 (mars 2011).
Si vous disposez d'ouvrages ou d'articles de référence ou si vous connaissez des sites web de qualité traitant du thème abordé ici, merci de compléter l'article en donnant les références utiles à sa vérifiabilité et en les liant à la section « Notes et références ».

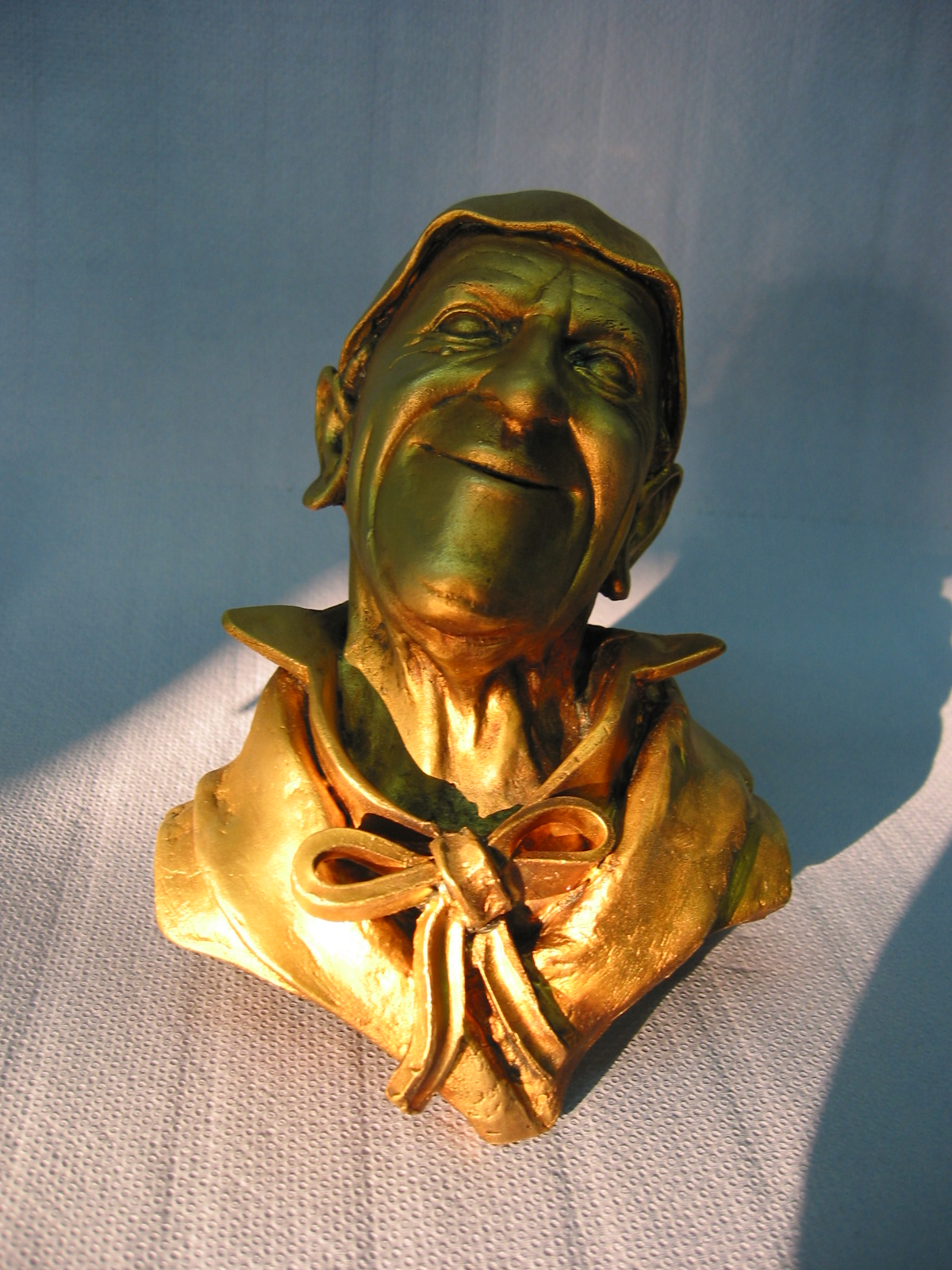
Statuette Grock d'or

Le Grock d'or est un concours pour jeunes artistes de cirque organisé par l'association Grockland, en souvenir du clown Grock.

## Lauréats

### 2007
Finale le 5 mai 2007 à St-Imier
- Grock d'or :
  - Camille Denkinger et Kevin Oberli de l'école Une fois un Cirque de Confignon-Genève (tango, acrobatie portée)
- Grock d'argent :
  - Noémie Armellin de l'école de cirque de Lausanne (VD) (contorsion, acrobatie)
- Grock de bronze :
  - Léna Gevry et Bérénice Moutinot du Théâtre Circule de Chêne-Bourg-Genève (trapèze fixe)
- Prix "The best Performance" de Clowns International London
  - Lara, Noemi, Luzia, et Mirjam du Circo Fortuna du Tessin (Ponte Tresa e Lugano)

### 2006
Finale en mai 2006 à St-Imier
- Grock d'or :
  - Céline Schaffner, Angèle Siegenthaler, Jessica Gasser (tissu et trapèze, Ecole de cirque du Jura-Starlight)
- Grock d'argent :
  - Isabelle Schuster, Camille Denkinger (trapèze, Une fois un cirque, Confignon-Genève)
- Grock de bronze :
  - École Zôfi de Sion (barre russe)

### 2005
Finale le 3 septembre 2005 à Saignelégier
- Grock d'or :
  - Emi Vauthey (contorsion, École du cirque de Lausanne)
- Grock d'argent :
  - École Zôfi (Sion), planche coréenne (bascule)
- Grock de bronze :
  - Fanny Jaussi, Saphorine Pétermann (corde/tissu, École-Théâtre Circule, Genève)
- Prix spécial
  - École de cirque à Lausanne (Gilles Pinard)
  - Équilibre à monocycle
    - Gilles Saudan, 15 ans
    - Noemie Armellin, 13 ans
    - J.David Lehnherr, 16 ans
    - Gabriel Zeller, 15½ ans

### 2004
- Grock d'or
  - Vincent Bruel[1]
  - Emi Vauthey
  - Noémie Armellin
  - Tisiana Curchod
  - Luzia Sophie -  Prix "Coup de Cœur" Pro Juventute Circo Fortuna

### 2003
- Grock d'or
  - Joëlle Huguenin
  - Noé Robert
- Grock d'or
  - Reja Hämmerli
  - Amaïa et Céline